# Herbert George Wells
Herbert George Wells (ur. 21 września 1866 w Bromley, zm. 13 sierpnia 1946 w Londynie) – brytyjski pisarz i biolog. Po napisaniu powieści takich jak Wojna światów, Wehikuł czasu i Wyspa doktora Moreau stał się jednym z pionierów gatunku science fiction.

## Życiorys

### Młodość
Urodził się 21 września 1866 roku w Bromley, hrabstwo Kent (obecnie dzielnica Londynu) jako czwarty, ostatni syn Josepha Wellsa i Sarah Neal. Dzieciństwo spędził w „Atlas House” przy „47 The High Street” – nędznej kamienicy. Jego rodzice z trudem radzili sobie z utrzymaniem rodziny. Ojciec, Joseph Wells, próbował swych sił prowadząc mały sklepik, pracując jako ogrodnik i jako zawodowy gracz w krykieta. Jednak w 1877 r. złamał nogę, w związku z czym nie mógł zarabiać na życie. Z tego powodu matka Herberta – Sarah Neal zaczęła pracę jako służąca w „Up Park” – siedzibie miejscowych bogaczy. Jednak jej charakter spowodował utratę pracy w 1893 roku.
W 1874 r. Herbert również złamał nogę. To nieszczęśliwe zdarzenie spowodowało, że przykuty na dłuższy czas do łóżka ośmioletni wówczas Herbert z nudów zaczął czytać dużą liczbę książek, co w znaczącym stopniu ukształtowało jego osobowość i bogatą wyobraźnię. W tym samym roku wstąpił do szkoły podstawowej nazwanej na cześć Thomasa Morleya – „Akademią Handlową pana Morleya”. Tam uczył się podstaw ortografii, matematyki, stylistyki, historii i księgowości. Jednak wypadek ojca zmusił Herberta w 1879 r. do opuszczenia szkoły. W 1880 r. próbował swych sił jako stażysta w sklepie tekstylnym w Windsorze, jednak ta trudna i monotonna praca stanowiła dla młodego człowieka ciężkie przeżycie. Następnie został pomocnikiem nauczyciela w malutkiej, prywatnej szkole w Wookey. Jednak szkoła zbankrutowała i Wells trafił do apteki w Midhurst jako uczeń. Rodzice nie byli w stanie utrzymać Herberta, więc i ten etap jego życia zakończył się niepowodzeniem. Zmuszony przez życie piętnastoletni chłopiec wrócił znów do sklepu tekstylnego, tym razem w Southsea, ale ciężka wielogodzinna praca dawała mu się we znaki i po dwóch latach wrócił do matki do „Up Park”.

### Studia
Wells trafił następnie do szkoły średniej w Midhurst prowadzonej przez Horacego Byatta, gdzie uczył się już wcześniej łaciny podczas pracy w aptece. Tam został nauczycielem na stażu. W tym też czasie podnosił swe kwalifikacje pedagogiczne i w 1884 r. uzyskał roczne stypendium w „Kensington Normal School” w Londynie za świetne wyniki egzaminów. Studiował tam głównie biologię pod okiem Thomasa Huxleya, osiągając bardzo dobre oceny. Niestety nie stać go było na zamieszkanie w Londynie, więc zajmował ciasny i zimny pokoik w Westbourne Park, codziennie dojeżdżając lub gdy go nie było na to stać – docierał pieszo do szkoły. W następnym roku studiował fizykę, ale już nie z tak świetnymi wynikami. Następny rok studiował geologię, ale nie zdał egzaminów i w 1887 r. musiał opuścić szkołę. W tym czasie był także redaktorem w czasopiśmie studenckim „The Science School Journal”, gdzie ukazała się w 1888 jego pierwsza wersja późniejszego Wehikułu czasu.

### Praca
W 1887 r. trafił do szkoły pod nazwą „Akademia Holt” we Wrexham w Walii. Tam podczas rozgrywek sportowych doznał ciężkiego urazu nerki, a po tym wypadku i po stwierdzeniu gruźlicy wrócił do „Up Park”. W 1888 r. znalazł pracę jako nauczyciel języka angielskiego, matematyki i rysunków w „Henley House School” w Londynie, zdobywając uznanie wśród swych uczniów. W latach 1890–1893 uczył w „University Correspondence College”, lecz jego praca polegała bardziej na sprawdzaniu testów uczniów niż na nauczaniu. Tutaj też napisał swój podręcznik biologii Textbook of Biology wydany w 1893 r.

### Życie osobiste

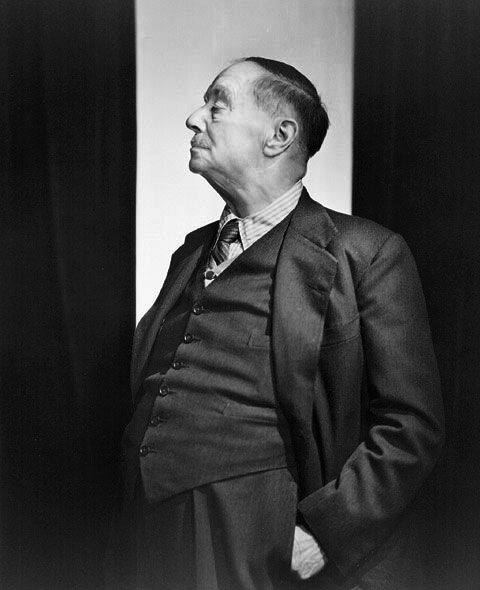
H.G. Wells w 1943

W październiku 1891 r. Wells poślubił swą daleką kuzynkę Izabelę Marię i zamieszkali w wynajętym domku. Ich życie nie układało się dobrze, dochodziło do kłótni z ograniczoną intelektualnie żoną. Małżonkowie rozstali się i Wells od 1894 r. związał się ze swą, poznaną wcześniej, studentką Amy Catherine Robbins, którą poślubił w 1895 roku. W tym też czasie pogorszył się stan jego zdrowia i musiał zrezygnować z nauczania i zająć się pisarstwem. Pisał coraz więcej materiałów dziennikarskich do prasy, zaczął także wydawać nowele i powieści. Przyniosło mu to sukces finansowy, a za uzyskane w ten sposób pieniądze kupił posiadłość w Heatherlea, by w końcu w 1900 r. osiąść w wybudowanym przez siebie domu o nazwie „Spade House” na wybrzeżu Anglii.
W 1898 r. wraz z żoną i z przyjacielem George’em Gissingiem wyruszył w podróż do Włoch. Jednakże w tym czasie nasiliły się kłopoty z nerką.
W 1901 r. urodził się pierwszy syn Herberta i Katarzyny – George Philip, a dwa lata później drugi syn – Frank Richard. Potem stosunki między małżonkami zaczęły się psuć za sprawą romansów pisarza.
W 1902 r. wstąpił do Towarzystwa Fabiańskiego („Fabian Society”) głoszącego ideały o podłożu socjalistycznym. Na skutek wewnętrznych tarć w ugrupowaniu i konfliktu z Bernardem Shawem zniechęcony opuścił Towarzystwo w 1906 roku.
W 1910 r. sprzedał „Spade House”, a w 1911 r. przeniósł się do Francji. Jednak w 1912 r. powrócił do Anglii. W 1914 i 1920 r. odwiedził Rosję. Zwłaszcza ta druga podróż, rosyjska bieda i katastrofa gospodarcza skłoniły pisarza do snucia katastroficznych wizji w swych powieściach fantastycznych. Lenin po rozmowie z nim oceniał go jako marzyciela. Ponownie odwiedził ten kraj w 1934 r. przeprowadzając między innymi długi wywiad ze Stalinem.
Wybuch I wojny światowej traktował początkowo jako szansę dla Anglii na zdobycie dominującej roli, dzięki której na świecie miał zapanować pokój, wkrótce jednak zmienił zdanie i stał się pacyfistą. Z tego powodu II wojna światowa była dla niego ciężkim przeżyciem. Spędził ją w Londynie, doświadczając bombardowania stolicy Wielkiej Brytanii.

## Dysputa z Henrym Jamesem na temat science-fiction
H.G. Wells odbył dysputę z Henrym Jamesem na temat literatury fantastycznonaukowej. Pisarz uważał, że dokładna analiza bohatera science-fiction jest możliwa wyłącznie wtedy, gdy ramy społeczne są niezmienne. W ciągu jego własnego życia przyśpieszenie zmian uczyniło te ramy częścią obrazu. 

## Twórczość

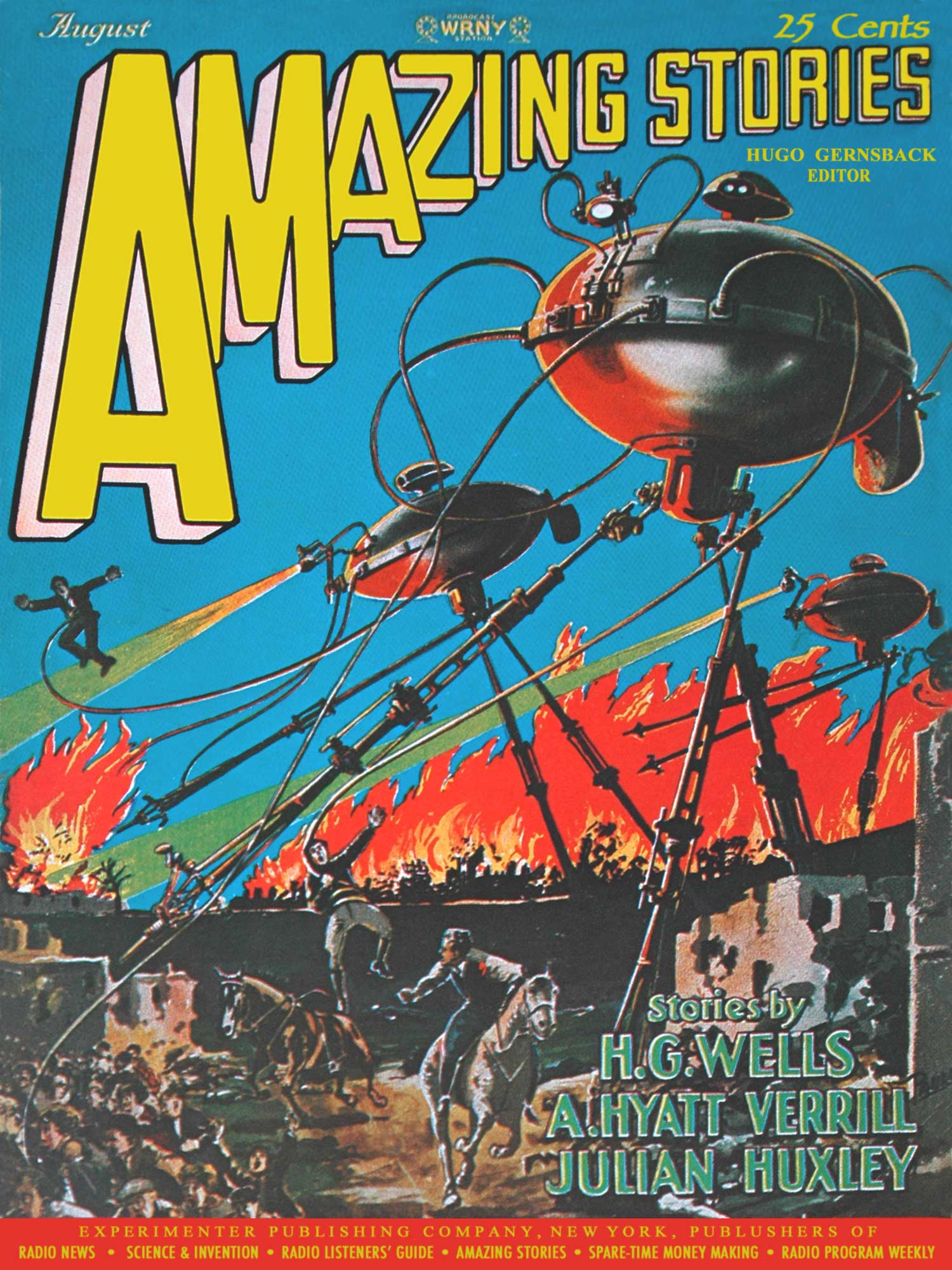
Okładka magazynu „Amazing Stories” z sierpnia 1927 roku z ilustracją Franka R. Paula nawiązującą do treści powieści Wojna światów

Wells tworzył bardzo dużo. Pisał również pod pseudonimem Reginald Bliss. Książki Niewidzialny człowiek czy Wojna światów stały się kanonem gatunku. Adaptacja radiowa Wojny światów wykonana przez Orsona Wellesa wywołała w 1938 r. panikę w USA, gdyż słuchacze uznali słuchowisko za relację z prawdziwej inwazji. Wojna światów doczekała się również wersji muzycznej. „Jeff Wayne’s Musical Version of the War of the Worlds” to jedno z ciekawszych dzieł muzyki rozrywkowej lat 70. XX wieku. W rolę narratora wcielił się Richard Burton. Kolejne reedycje płyty ukazały się w latach 1995 i 2005.
Wojna światów została sfilmowana dwukrotnie – w 1953 i 2005 r. przez Stevena Spielberga (adaptacja budzi jednak liczne kontrowersje).
Najsłynniejsza powieść Wellsa Wehikuł czasu, opublikowana w 1895 roku, doczekała się licznych wydań na całym świecie. Również zekranizowana dwukrotnie, po raz pierwszy w 1960 r., po raz drugi w 2002.
Wyspę doktora Moreau zekranizowano trzykrotnie – w latach: 1933, 1977 i 1996.
Jego twórczość z tego okresu przepełniona jest pesymistyczną wizją świata. Po sukcesie, jaki przyniosły Wellsowi powieści science-fiction, skierował swoje zainteresowania w stronę literatury obyczajowo-społecznej. Kolejny etap jego twórczości to utopie i traktaty, a także dzieła encyklopedyczne z zakresu historii, filozofii, biologii i nauk ekonomicznych.
W roku 1933 w powieści Kształt rzeczy przyszłych (The Shape of Things to Come) przewidział, że w styczniu 1940 wybuchnie wojna światowa, której się bał.

## Znaczenie
Przez sobie współczesnych był uważany za publicystę oraz rzecznika postępu kulturalnego i reform społecznych o poglądach pacyfistycznych. Jest jednym z najpoczytniejszych pisarzy fantastyki naukowej, wywarł duży wpływ na przemiany polityczne w Anglii po I wojnie światowej. Wspierał finansowo przedsięwzięcia naukowe: założone przez Juliana Huxleya, Johna B.S. Haldana, Lancelota Hogbena i Francisa Alberta Eleya Crew czasopismo naukowe Journal of Experimental Biology oraz stowarzyszenie naukowe Society for Experimental Biology.

## Publikacje
Wells napisał sześćdziesiąt cztery książki, głównie z obszaru fantastyki, ale także powieści obyczajowe, filozoficzno-historyczne oraz z zakresu biologii.

### Fantastyka i biologia
- 1893 – Text-Book of Biology
- 1895 – Wehikuł czasu (The Time Machine), po raz pierwszy wydany w Polsce jako „Podróż w czasie. Opowieść fantastyczna” Warszawa 1899 w tłumaczeniu Feliksa Wermińskiego
- 1895 – Cudowny gość (The Wonderful Visit)
- 1896 – Koło fortuny (The Wheels of Chance)
- 1896 – Wyspa doktora Moreau (The Island of Dr Moreau)
- 1897 – Niewidzialny człowiek (The Invisible Man)
- 1898 – Wojna światów (The War of the Worlds), pierwsze polskie wydanie: 1899 r. Nakładem Redakcyi „Gazety Polskiej” Druk J.Sikorskiego, Warecka 14 / Przekład Maryi Wentz’l[5]
- 1899 – Kiedy śpiący budzi się (When the Sleeper Wakes)
- 1901 – Pierwsi ludzie na księżycu (The First Men In The Moon), pierwszy polski, skrócony i uproszczony przekład autorstwa Marii Strebeyko ukazał się 1902; następne przekłady wydano w 1921 i 1959
- 1901 – Wizje przyszłości (Anticipations)
- 1902 – Syrena. Księżycowa opowieść (The Sea Lady: a time of moonshine)
- 1903 – Prawda o Pyecrafcie (The Truth About Pyecraft)
- 1904 – Pokarm bogów (The Food of the Gods and How It Came to Earth)
- 1905 – Współczesna utopia (A Modern Utopia)
- 1906 – W dni komety (In the Days of the Comet)
- 1907 – The Future in America
- 1908 – Wojna w przestworzu (The War in the Air)
- 1909 – Anna Weronika (Ann Veronica)
- 1914 – Świat wyzwolony (The World Set Free)
- 1914 – The War That Will End War
- 1915 – Filozof w opałach (Bealby: A Holiday)
- 1915 – Boon
- 1917 – Bóg, niewidzialny Król (God the Invisible King)
- 1917 – The Soul of a Bishop
- 1918 – Janka i Piotr (Joan and Peter)
- 1919 – Nieśmiertelny ogień (The Undying Fire)
- 1920 – Rosja we mgle (Russia in the Shadows)
- 1922 – Krótka historia świata (A Short History of the World)
- 1923 – Ludzie jak bogowie (Men Like Gods)
- 1924 – Sen (The Dream)
- 1925 – Ojciec Krystyny Alberty (Christina Alberta’s Father)
- 1927 – Strajk (Meanwhile)
- 1928 – Wyspa wariatów (Mr. Blettsworthy on Rampole Island)
- 1930 – Nauka o życiu (The Science of Life)
- 1930 – The Autocracy of Mr. Parham
- 1932 – Praca, bogactwo i szczęście ludzkości (The Work, Wealth and Happines of Mankind)
- 1932 – The Bulpington of Blup
- 1933 – Kształt rzeczy przyszłych (The Shape of Things to Come)
- 1934 – Próba autobiografii (Experiment in Autobiography)
- 1936 – Gracz w krokieta (The Croquet Player)
- 1937 – Brynhild
- 1938 – Dolores (Apropos of Dolores)
- 1938 – Mózg świata (World Brain)
- 1938 – The Brothers
- 1939 – The Fate of Homo Sapiens
- 1939 – The Holy Terror
- 1940 – New World Order
- 1940 – Babes In The Darkling Wood
- 1941 – You Can’t Be Too Careful
- 1945 – Mind at the End of Its Tether

### Powieści obyczajowe
- 1900 – Miłość i pan Lewisham (Love and Mr Lewisham)
- 1905 – Kipps
- 1909 – Tono-Bungay
- 1910 – Historia pana Polly (The History of Mr. Polly)
- 1910 – Nowy Machiavelli (The New Machiavelli)
- 1911 – Małżeństwo (Marriage)
- 1913 – Namiętni kochankowie (The Passionate Friends)
- 1914 – Żona Sir Izaaka Harmana (The Wife of Sir Isaac Harman)
- 1915 – Wspaniałe poszukiwanie (The Research Magnificent)
- 1916 – Pan Britling widzi na wskroś (Mr. Britling Sees It Through)
- 1926 – Świat Williama Clissolda (The World of William Clissold)

### Filozoficzno-historyczne
- 1908 – First and Last Things
- 1920 – Historia świata (The Outline of History)
- 1921 – The Salvaging of Civilization
- 1933 - The open conspiracy and other writings

### Opowiadania fantastyczne wydane w języku polskim
- 1894 - Kwitnienie dziwnej orchidei (The Flowering of The Strange Orchid)[6]
- 1894 - Obserwatorium w Avu (In The Avu Observatory)[6]
- 1894 - Skarb w lesie (The Treasure In The Forest)[6]
- 1894 - Skradziony bakcyl (The Stolen Bacillus)[6]
- 1894 - Triumfy taksydermisty (The Triumphs of a Taxidermist)[6][7]
- 1894 - Twórca diamentów (The Diamond Maker)[6]
- 1895 - Argonauci powietrza (The Argonauts of The Air)[6]
- 1895 - Ćma (The Moth)[8]
- 1895 - Kuszenie Harringaya (The Temptation of Harringay)[9]
- 1895 - Latający człowiek (The Flying Man)[6]
- 1895 - Niezwykły przypadek oczu Davidson’a (The Remarkable Case of Davidson’s Eyes)[6]
- 1895 - Smutna historia krytyka teatralnego (The Sad Story of a Dramatic Critic)[8]
- 1895 - Stożek (The Cone)[8]
- 1896 - Czerwony pokój (The Red Room)[6]
- 1896 - Fioletowy Pileus (The Purple Pileus)[8]
- 1896 - Historia Plattnera (The Plattner Story)[8]
- 1896 - Jałbko (The Apple)[9]
- 1896 - Morscy Najeźdźcy (The Sea Riders)[6]
- 1896 - Opowieść o świętej pamięci panu Elveshamie (The Story of the Late Mr. Elvesham)[8]
- 1896 - Pod nożem (Under the Knife)[8]
- 1896 – W otchłani, Atak z głębiny (In the Abyss)[9]
- 1897 - Gwiazda (The Star)[6][10]
- 1897 – Kryształowe jajko (The Crystall Egg)[9][10]
- 1897 - Opowieść o epoce kamienia łupanego (The Story of the Stone Age)[10]
- 1898 – Człowiek, który robił cuda (The Man Who Could Work Miracles)[9][10]
- 1898 – Skradzione ciało (The Stolen Body)[9]
- 1899 - Opowieść o nadchodzących dniach (The Story of the Days to Come)[10]
- 1901 – Eliksir przyśpieszający (The New Accelerator)[9]
- 1902 – Niedoświadczone widmo (The Inexperienced Ghost)[9]
- 1904 – Kraina ślepców (The Country of the Blind)[9]
- 1905 – Królestwo mrówek (The Empire of the Ants)[9]
- 1909 – Dolina Pająków (The Valley of Spiders)[9]
- 1910 -  Z mateczką na Mörderbergu (Little Mother Up the Mörderberg)[9]

### Pozostałe opowiadania wydane w języku polskim
- 1894 - Kradzież w parku Hammerpond (The Hammerpond Park Burglary)[6]
- 1894 - Porzucona Jane (The Jilting of Jane)[6]
- 1894 - Przez okno (Through A Window)[6]
- 1895 - Pojednanie (The Reconcilliation)[8]
- 1896 - Błąd po mikroskopem (A Slip under the Microscope)[8]
- 1897 - Zaginiony spadek (The Lost Inheritance)[8]